# H–21 Shawnee
A Piasecki H–21 Shawnee az amerikai Piasecki Helicopter (ma: Boeing Vertol) által kifejlesztett és gyártott, dupla rotoros szállító helikopter. Jellegzetes alakja miatt gyakran hívták „repülő banán”-nak. Kiválóan működött hideg környezetben, így széleskörűen alkalmazták sarkkörön túli területeken.
Különböző változatait az Egyesült Államok hadserege, légiereje és parti őrsége is széleskörűen használta az 1950-es években. A típust 1967-ben vonták ki végleg, helyét a modernebb gázturbina meghajtású helikopterek vették át.

## Külső hivatkozások
- H-21 Shawnee - The RotorHead